# Southland Tales - Così finisce il mondo
Southland Tales - Così finisce il mondo (Southland Tales) è un film del 2006 scritto e diretto da Richard Kelly. È stato presentato in concorso al Festival di Cannes 2006.
È un insieme di più generi, dal comico al drammatico, dal poliziesco al musical, al fantascientifico, ambientata in un presente alternativo; fanno capolino significanti riferimenti religiosi, toccando soprattutto temi d'attualità come la guerra in Iraq, le fonti alternative di energia e le elezioni presidenziali statunitensi del 2008.

## Trama
Il film è ambientato in una realtà parallela, in un 2008 ultrafuturistico, a tre anni di distanza da una serie di attacchi nucleari in Texas da parte di terroristi. Chi narra la storia è Pilot Abilene, un veterano della guerra in Iraq. Attraverso la sua voce fuori campo (ma non manca la sua parte recitativa) si segue la storia di Boxer Santaros, un famoso attore di film d'azione che, dopo essere stato colpito da una forma di amnesia, viene trovato nel deserto da Fortunio Balducci, giocatore d'azzardo e spacciatore di droga, il quale lo riporta in California a Los Angeles. Fortunio, in collaborazione con la ex pornostar Krysta Kapowsky, meglio conosciuta come Krysta Now, si fa credere suo fedele amico.
Dopo gli attacchi nucleari, il governo si rende conto di non poter portare avanti una lotta al terrorismo senza aver prima messo sotto controllo il territorio americano. La principale agenzia di spionaggio della California è la USIdent, diretta da Nana Mei Frost, moglie del candidato repubblicano alla vicepresidenza Bobby Frost. Alla USIdent si oppongono varie particelle Terroristiche, la più importante è quella dei neo-marxisti, i quali tentano di influenzare le elezioni a discapito dei repubblicani, anche attraverso la proposta di legge 69, che porterebbe ingenti restrizioni di comando alla USIdent.
Intanto Boxer lavora per il suo film scritto con Krysta, o meglio, scritto interamente da Krysta ma fatto passare per un lavoro di coppia; la storia è intitolata "il Potere", in cui i protagonisti, il poliziotto Jericho Kane e la dottoressa Muriel Fox, tentano di risolvere una serie di strani avvenimenti che accadono dopo gli attacchi nucleari. Per entrare meglio nel ruolo, Fortunio suggerisce a Boxer di passare una giornata con un poliziotto della UPU (la nuova polizia della USIdent).
Fortunio è in realtà un membro del gruppo neo-marxista, e sta cercando di mettere in una situazione sgradevole la famiglia Frost. Per far ciò i neo-marxisti si servono di Roland Taverner, gemello di un poliziotto delle UPU da cui prendono la divisa. Roland verrà suggerito da Fortunio a Boxer, il quale, con tanto di telecamera, passa del tempo intervistandolo sul suo lavoro. Ma durante le riprese Roland (per far credere che la UPU, e quindi indirettamente la USIdent, siano organizzazioni a sfondo razzista) dice in video che la polizia cerca solo i negri. Viene poi inscenato un litigio tra una moglie e il marito nero (due neo-marxisti) che finisce in tragedia con la morte di entrambi; il tutto ripreso dalla telecamera. Il video giunge nelle mani dei neo-marxisti che, montando adeguatamente le scene, lo mandano in TV. Nel video è indispensabile la presenza di Boxer, che si scopre essere marito di Madeline Frost, figlia di Bobby Frost, e quindi direttamente legato al candidato da sabotare.
Bobby Frost, per avere il consenso di quella fetta di cittadini ancora indecisi sul voto, finanzia il Barone Von Westphalen, uno scienziato che inventa una macchina la quale trae energia direttamente dal moto delle maree. La macchina però ha delle conseguenze inaspettate, cambiando l'inclinazione dell'asse terrestre. Saranno Boxer, Krysta e Roland a cercare di rimediare alle conseguenze.

## Distribuzione
Il film è uscito in Italia direttamente per il mercato home video distribuito dalla Universal Pictures a partire dal 23 luglio 2008.

## Accoglienza

### Critica
La pellicola è stata presentata il 21 maggio 2006 al Festival di Cannes, dove ha ricevuto in gran parte critiche negative. Dopo l'aggiunta di importanti modifiche, la versione finale del film è stata proiettata il 22 settembre 2007 al Fantastic Fest di Austin, in Texas.

## Prequel Saga
L'intero film si basa su una serie di vicende precedenti i giorni dell'ambientazione, che vengono raccontate in una "Prequel Saga", cioè un insieme di tre fumetti attraverso cui viene spiegato in dettaglio tutto ciò che invece è riassunto in pochi minuti all'inizio del film, se non addirittura tralasciato, confidando nella comprensione autonoma dello spettatore.
La Prequel Saga è divisa in 3 numeri:
- Southland Tales Book I - Two Roads Diverge (colore, 96 pagine)
- Southland Tales Book II - Fingerprints (colore, 112 pagine)
- Southland Tales Book III - The Mechanicals (colore, 144 pagine)

Inizialmente l'intera storia doveva essere formata da nove parti, di cui le prime sei a fumetti (ognuna di 100 pagine), ognuna pubblicata ogni mese fino all'uscita del film nel 2007, in cui si sarebbe seguita la storia composta delle ultime tre parti, ma alla fine il progetto è stato ridimensionato, portando la prequel saga a tre volumi, e il film formato di altre tre parti:
- Temptation Waits
- Memory Gospel
- Wave of Mutilation

## Citazioni e riferimenti
- Più volte durante il film appare inequivocabilmente l'immagine di Frank, il coniglio immaginario frutto della mente di Jake Gyllenhaal nel film Donnie Darko.[3]
- Uno degli slogan promozionali del film, "This is the way the world ends. Not with a whimper, but with a bang" ("È questo il modo in cui finisce il mondo. Non già con un lamento, ma con un botto") è un chiaro riferimento alla celebre ultima strofa della poesia The Hollow Men composta da T. S. Eliot nel 1925. Nel film però le parole "Whimper" e "bang" vengono invertite.
- "Scorrete lacrime", frase pronunciata nel film e il cognome Taverner sono citazioni dal romanzo di Philip K. Dick Scorrete lacrime, disse il poliziotto. Scorrete mie lacrime (Flow my Tears) è anche un pezzo per liuto e voce del famoso compositore inglese del XVI secolo John Dowland.